# Mordella h-fasciata
Mordella h-fasciata là một loài bọ cánh cứng trong họ Mordellidae. Loài này được Lea miêu tả khoa học năm 1895.